# Roger Apéry
Roger Apéry (* 14. November 1916 in Rouen; † 18. Dezember 1994 in Caen) war ein französischer Mathematiker.
Seine Mutter war Französin und sein Vater Grieche. Nach dem Studium an der École normale supérieure ab 1936, und  einem Jahr als Kriegsgefangener im Zweiten Weltkrieg wurde er Dozent in Rennes. Im Jahre 1949 wurde er Professor an der Universität Caen. Hier verblieb er bis zum Ruhestand. Er starb nach langer Krankheit im Jahr 1994.
Im Jahre 1979 überraschte er die mathematische Welt mit seinem unerwarteten Beweis der Irrationalität der nach ihm benannten
Apéry-Konstante:
{\displaystyle \zeta (3)=1+{\tfrac {1}{2^{3}}}+{\tfrac {1}{3^{3}}}+{\tfrac {1}{4^{3}}}+{\tfrac {1}{5^{3}}}+\cdots }
Er benutzte im Wesentlichen die überaus schnell konvergierende Reihe
{\displaystyle \zeta (3)={\frac {5}{2}}\sum _{k=1}^{\infty }{\frac {(-1)^{k-1}}{k^{3}{\binom {2k}{k}}}}}.
Eine Wertschätzung dieser Leistung wird durch zwei Blickwinkel deutlich:
- Das entsprechende Problem für größere ungerade Exponenten (5, 7, 9, 11, …) ist nach wie vor ungelöst. Seit 1979 beschäftigten sich viele Mathematiker mit diesen sogenannten Apéry-Sequenzen und suchten alternative Beweise, die möglicherweise auf andere ungerade Potenzen übertragbar sind (Frits Beukers, Alf van der Poorten, Marc Prévost, Keith Ball, Tanguy Rivoal, Wadim Zudilin und andere).
- Die von Apéry benutzte Reihenentwicklung bewies bereits Andrei Andrejewitsch Markow um 1890 und 1903 davon unabhängig Ernst Reichenbächer (1881–1944). 1953 wurde sie von der Studentin Margrethe Munthe Hjortnaes (* 1927) wiederentdeckt und auf dem 12. Mathematikerkongress in Lund vorgestellt, trotzdem blieb die Reihe bis 1978 allgemein unbekannt, obwohl die bedeutenden Mathematiker Viggo Brun, Niels Erik Nørlund, Sigmund Selberg (1910–1994) und Carl Størmer anwesend waren. Die Kenntnis der Reihe blieb einzelnen Mathematikern vorbehalten.
- Eine entsprechende Reihenentwicklung für ζ(2) bewiesen 1918 Konrad Knopp und Issai Schur:

{\displaystyle \zeta (2)=3\sum _{k=1}^{\infty }{\frac {1}{k^{2}{\binom {2k}{k}}}}}.
Carl Ludwig Siegel gab einmal folgende Einschätzung des Beweises von Apéry:

„Man kann den Beweis nur wie einen Kristall vor sich hertragen“

## Schriften
- La géométrie algébrique, Bulletin de la Société Mathématique de France 71, 1943, S. 46–66 (französisch; bei Numdam)
- Irrationalité de {\displaystyle \zeta (2)} et {\displaystyle \zeta (3)}. Astérisque 61, 1979, S. 11–13 (französisch; bei Numdam)
- Sur certaines séries entières arithmétiques, Groupe d’étude d’analyse ultramétrique 9 Nr. 16, 1982 (französisch; bei Numdam)